# 真優 (キックボクサー)
真優（まひろ、2000年5月16日 - ）は、日本の女性 キックボクサー。大阪府大阪市出身。月心会TEAM侍所属。J-GIRLS フライ級ニューヒロイン決定トーナメント優勝。琉球少林流月心会第24回全国空手道選手権大会高校生女子の部優勝。琉球少林流空手道月心会第26回全国空手道選手権大会 組手試合 優勝＆大会MVP＆大阪府知事賞。全国大会7連覇

## 経歴
幼い頃から父と弟と月心会で空手をしており、アマチュア時代はほぼ負け無しでK-1甲子園のワンマッチなども出場し勝利している。学生時代はRENAに憧れていた。アマチュア戦績は113戦104勝19敗。
2016年4月プロデビュー。
2019年にKHAOSでK-1デビューしたが、相手が出来なくなり不戦勝。2019年地元の大阪でK-1デビューをした。KANAに惜しくも判定負け。しかしKrush後楽園大会でRANに延長判定で勝利。
ガスワンPresents K-1カレッジ2020～大学生日本一決定トーナメント～55kgで優勝した前薗輝久は実の弟。K-1で好きな選手は武尊。

## 戦績

### プロキックボクシング
| キックボクシング 戦績 | キックボクシング 戦績 | キックボクシング 戦績 | キックボクシング 戦績 | キックボクシング 戦績 | キックボクシング 戦績 | キックボクシング 戦績 |
| --------------------- | --------------------- | --------------------- | --------------------- | --------------------- | --------------------- | --------------------- |
| 19 試合               | (T)KO                 | 判定                  | その他                | 引き分け              | 無効試合              |                       |
| 8 勝                  | 1                     | 7                     | 0                     | 2                     | 1                     |                       |
| 8 敗                  | 0                     | 8                     | 0                     | 2                     | 1                     |                       |

| 勝敗 | 対戦相手                   | 試合結果                    | 大会名 | 開催年月日     |
| -    | Yuka☆                      | 1R途中 無効試合             | Krush.169 | 2024年12月8日  |
| ×    | 池内紀子                   | 3R終了判定0-3               | Krush.154 【第6代Krush女子フライ級王座決定トーナメント準決勝】                                                                         | 2023年10月21日 |
| ×    | 麻央                       | 3R終了判定0-3               | Krush.144 | 2022年12月18日 |
| ○    | 芳美                       | 3R終了判定3-0               | K-1 WORLD GPRING OF VENUS | 2022年6月25日  |
| ×    | ☆SAHO☆                     | 3R終了判定0-3               | K-1 WORLD GP 2021 JAPAN～スーパー・ウェルター級＆フェザー級ダブルタイトルマッチ～                                                      | 2021年12月4日  |
| ○    | RAN                        | 延長判定                    | Krush.127 | 2021年7月24日  |
| ×    | 壽美                       | 判定                        | Krush.124 【第5代Krush女子フライ級王座決定トーナメント決勝戦】                                                                         | 2021年4月23日  |
| ○    | NA☆NA                      | 2R1:14秒KO（前蹴り→パンチ） | Krush.121 【第5代Krush女子フライ級王座決定トーナメント準決勝】                                                                         | 2021年1月23日  |
| ○    | 小澤聡子                   | 3R終了判定3-0               | Krush.118 | 2020年10月17日 |
| ×    | 壽美                       | 3R終了判定3-0               | K-1冬のビッグマッチ 第2弾 名古屋”「K-1 WORLD GP 2019 JAPAN～初代女子フライ級王座決定トーナメント＆スーパー・ライト級タイトルマッチ～」 | 2019年12月28日 |
| ×    | KANA                       | 3R終了判定3-0               | K-1 WORLD GP 2019 JAPAN～日本vs世界・5対5＆スペシャル・スーパーファイトin大阪～                                                        | 2019年8月24日  |
| ○    | 櫻井梨華子                 | 不戦勝                      | KHAOS.8 | 2019年6月1日   |
| ○    | ボンバー西村               | 判定3-0                     | BORDERKICKBOXING | 2018年6月10日  |
| ×    | 梅尾メイ                   | 判定                        | J-FIGHT&J-GIRLS 2017～J-NETWORK 20th Anniversary～4th                                                                                  | 2017年6月25日  |
| △    | SASORI                     | 判定0-1                     | DEEP☆KICK 31 | 2016年 11月3日 |
| △    | ナディア・ブロン・バルビス | 判定0-2                     | TITANS NEOS 19 | 2016年 4月17日 |

### アマチュアキックボクシング
| キックボクシング 戦績 | キックボクシング 戦績 | キックボクシング 戦績 | キックボクシング 戦績 | キックボクシング 戦績 | キックボクシング 戦績 | キックボクシング 戦績 |
| --------------------- | --------------------- | --------------------- | --------------------- | --------------------- | --------------------- | --------------------- |
| 113 試合              | (T)KO                 | 判定                  | その他                | 引き分け              | 無効試合              |                       |
| 104 勝                | -                     | -                     | 0                     | 0                     | 0                     |                       |
| 19 敗                 | -                     | -                     | 0                     | 0                     | 0                     |                       |

| 勝敗 | 対戦相手   | 試合結果         | 大会名                                              | 開催年月日     |
| ○    | 竹内 藍    | 判定3-0          | ガスワンpresents K-1甲子園2018 女子-55kg ワンマッチ | 2018年7月29日  |
| ○    | 三澤壽美   | 判定             | 第13回J-NETWORKアマチュア全日本大会～秋の陣～       | 2015年11月22日 |
| -    | 森下奈々笑 | 不明             | 日豪腕スピリット                                    | 2014年7月20日  |
| ○    | 方桐朋香   | 2R終了判定3-0    | 競拳Jr2                                             | 2012年5月20日  |
| ○    | 出口龍春   | 1R1分6秒KO(連打) | KAKUMEI                                             | 2012年6月17日  |
| ○    | 永井椿綺   | 2R終了判定2-1    | 競拳Jr3                                             | 2012年7月15日  |
| ○    | 森下菜々笑 | 2R終了判定3-0    | 競拳Jr決勝戦                                        | 2012年9月2日   |
| ○    | 永井椿綺   | 2R終了判定3-0    | 競拳Jr9                                             | 2013年7月7日   |
| ×    | 坂口未来   | 2R終了判定0-2    | 競拳Jr6                                             | 2013年1月20日  |
| ○    | 永井椿綺   | 2R終了判定0-2    | 競拳Jr6一回戦                                       | 2013年1月20日  |

## 獲得タイトル
- J-GIRLS フライ級ニューヒロイン決定トーナメント優勝[2]
- 初代 KJC ガールズライト級 王座（2012年9月）
- 琉球少林流月心会第24回全国空手道選手権大会高校生 女子の部 優勝
- AJGKF（全日本グローブ空手道連盟）優勝
- 琉球少林流月心会第24回全国空手道選手権大会 宗家特別賞
- 琉球少林流空手道月心会第26回全国空手道選手権大会 組手試合 優勝＆大会MVP＆大阪府知事賞（2023）

## テレビ出演
- 家、ついて行ってイイですか?「津軽海峡横断ライダー&天国の弟へ…涙の美女SP」(2023年12月3日、テレビ東京)